# ニック・ロビンソン
ニック・ロビンソン（Nick Robinson,  1995年3月22日 - ）は、アメリカ合衆国の俳優、子役。

## 来歴
1995年、ワシントン州のシアトルに5人兄弟の長男として生まれた。11歳の時に、チャールズ・ディケンズ原作の『クリスマス・キャロル』の舞台に出演。その演技がエージェントの目に留まり、ロサンゼルスに渡るチャンスを得るが、ちょうど2007年-2008年全米脚本家組合ストライキの時期にあたってしまい、ロス行きを一時断念。一旦はシアトルに戻るが、2009年にテレビ用のオーディションを受けてテレビドラマシリーズ『メル&ジョー 好きなのはあなたでしょ?』への出演を実現した。同作品には2010年から2015年までレギュラーキャストとして出演した。
2015年には、スティーヴン・スピルバーグが監督した『ジュラシック・パーク』の続編である『ジュラシック・ワールド』のメインキャストに抜擢。惨劇を乗り越えて遂にオープンしたテーマパーク「ジュラシック・ワールド」に来園する兄弟の兄を演じた。また同年、ロブ・ライナーが監督した『ビーイング・チャーリー』の主役にも抜擢されている。2016年にはクロエ・グレース・モレッツ主演のSFスリラー映画『フィフス・ウェイブ』で、モレッツ演じる主人公の同級生を演じた。
クロアチア人、イングランド人、アイルランド人、スコットランド人、スウェーデン人などの血を引いている。

## 出演作品

### 映画
- フレネミーズ Frenemies (2012) ※テレビ映画
- キングス・オブ・サマー The Kings of Summer (2013)
- ジュラシック・ワールド Jurassic World (2015)
- ビーイング・チャーリー Being Charlie (2015)
- フィフス・ウェイブ The 5th Wave (2016)
- エブリシング Everything, Everything (2017)
- Love, サイモン 17歳の告白 Love, Simon (2018)
- ネイティブ・サン 〜アメリカの息子〜 Native Son (2019)
- ストレンジ・アフェア Strange But True (2019)
- シャドウ・イン・クラウド Shadow in the Cloud (2020)
- シルクロード.com -史上最大の闇サイト- Silk Road (2021)

### テレビシリーズ
- メル&ジョー 好きなのはあなたでしょ? Melissa & Joey (2010-2015)
- ボードウォーク・エンパイア 欲望の街 Boardwalk Empire (2012)
- A Teacher (2020)
- Love, ヴィクター Love, Victor (2020-2021)
- メイドの手帖 Maid (2021)

### ビデオゲーム
- LEGO ジュラシック・ワールド Lego Jurassic World (2015)
- レゴ・ディメンション Lego Dimensions (2015)